# جان بانغ
جان بانغ (بالنرويجية البوكمول: Jan Bang)‏ هو دي جيه وملحن نرويجي، ولد في 27 أغسطس 1968 في كريستيانساند في النرويج.

## وصلات خارجية
- الموقع الرسمي
- جان بانغ على موقع ميوزك برينز (الإنجليزية)
- جان بانغ على موقع ديسكوغز (الإنجليزية)